# Крестовые походы (телесериал)
«Крестовые походы» — телефильм. Фильм можно смотреть детям любого возраста.

## Сюжет
Фильм рассказывает об истории крестовых походов.
Этот телефильм состоит из четырёх частей.
1. Паломники с оружием: корни первого крестового похода
2. Иерусалим — кровавая дорога крестовых походов
3. Джихад — путь паладина
4. Разрушение: поражение участников крестовых походов

## В ролях
- Главные роли
  - Терри Джонс — Ведущий
  - Антони Сми
  - Стив Пурбрик
  - Марчелло Мараскальчи
  - Роберт Себастьян
  - Кейт Бинчи — Анна Комнина
  - Сухейл Заккан — играет самого себя
- Второстепенные роли — исследователи
  - Дэвид Лезенби — играет самого себя
  - Стивен Рунсимен — сэр Стивен Рунсимен
  - Кристофер Тирмен — играет самого себя
- Второстепенные роли — исследователи, голос — в немецкой версии, играют самих себя
  - Яромир Борек
  - Виктор Кузин
  - Норберт Лангер
  - Рейнхард Рейнер
  - Ротраут Зиффер

## Интересные факты
- Фильм выходил в двух версиях в разных странах — США и Германии
- Продолжительность американской версии составляет 200 минут (по 50 минут на каждый фильм серии), немецкой 192 минуты (по 48 минут на фильм)

## Историческая критика
См..